# Hermandad del Resucitado (Puerto de Santa María)
La Hermandad del Resucitado, cuyo nombre oficial y completo es Hermandad de Nuestro Señor Jesucristo Resucitado, Nuestra Señora de la Alegría y Santa Ángela de la Cruz, es una hermandad religiosa o cofradía con sede en la Iglesia Mayor Prioral, en la ciudad de El Puerto de Santa María (España). Realiza una procesión durante la Semana Santa de El Puerto de Santa María, en la mañana del Domingo de Resurrección.

## Historia[2]
Fue fundada en el año 2000. Anteriormente lo organizaba el consejo Local de Hermandades y Cofradías de la ciudad desde el año 1986 con una imagen adosada al retablo de las Ánimas de la Iglesia Mayor Prioral que se atribuía a la Roldana. Por la dificultad de desmontaje y montaje, así como que la talla no renía tallada su espalda, el Consejo decide encargar en 1988 al imaginero portuense D. José Ovando Merino una talla nueva. En 1989 se incorpora Nuestra Señora de la Alegría, obra anónima de finales del siglo XVIII que se encontraba en la capilla de San José de dicho templo. En 1993, el consejo decide dejar de procesionar con la imagen de la Alegría. En 1995, un grupo de jóvenes cofrades de la ciudad, bajo los auspicios del párroco de la Prioral D. Manuel Sánchez Mallou, constituyen la asociación parroquial de Nuestro Señor Jesucristo Resucitado y Nuestra Señora de la Alegría. En 1996 compran un paso a la Hermandad de la Clemencia de Jerez de la Frontera, ya que anteriormente era cedido por las hermandades portuenses. En 1997, se decide en cabildo la realización de una nueva talla de Nuestro Señor Resucitado a cargo del sevillano D. Jaime Babío Núñez, siendo bendecida a primeros de 1998 tras la Eucarístia y un Vía Lucis por las calles de la feligresía. Ese mismo año la hermandad vende su paso procesional a la Hermandad de la Soledad, de la ciudad, y adquiere un nuevo paso de mayores dimensiones para la incorporación de un sepulcro y un olivo natural a la jerezana Hermandad de las Viñas. En el año 2000 se erige como hermandad por el obispo de Asidonia- Jerez. En 2003, tras cabildo, se decide la realización de una nueva imagen mariana, hecho que ocurre en 2005; tras la Eucaristía se bendijo la nueva talla de Nuestra Señora de la Alegría, del gaditano D. Luis González Rey. Su primera salida procesional fue el domingo de Resurrección de 2006. En 2010 la hermandad comienza el proyecto de nuevo paso de misterio para su titular, vendiendo su anterior paso a la Asociación Parroquial de la Sagrada Resurrección de Guadalcanal. En 2010, con motivo de su aniversario, la hermandad trasladó a sus titulares a la capilla del convento de las Hnas. Carmelitas. En 2011, por falta de apoyo económico, Nuestra Señora de la Alegría deja de procesionar. En 2013 participó Nuestra Señora de la Alegría en el Besamanos magno organizado por el Consejo por motivo del Año de la Fe, siendo trasladada y expuesta a la capilla del Convento de las Hermanas Carmelitas. En 2014, la imagen del Señor también fue expuesta de manera extraordinaria en el Besapiés Magno.

## Imágenes[3]
- Nuestro Señor Jesucristo Resucitado: La imagen, de madera de cedro, es de talla erguida completa para vestir; aparece Jesús de Nazaret, acercándose al pueblo extendiendo su brazo izquierdo animando a todos a seguirle (1998). Su autor es el imaginero D. Jaime Babío Núñez. Mide 1,98 m aprox.

- Nuestra Señora de la Alegría: Imagen de Dolorosa de candelero para vestir (2005), obra del imaginero D. Luis González Rey.

## Cortejo procesional

### Pasos procesionales

#### Primer paso
Representa a Jesús resucitado en el sepulcro del Huerto de los olivos.
- Paso de Misterio: tallado en madera de estilo barroco, estrenado en carpintería (2010), realizado en el taller de D. Juan García Casas, aún está en fase de ejecución del tallado por los talleres Gonzalo Merencio (2011-2021), Ángeles de la Trasera de la canastilla realizados por Manuel Ramos Corona (2017). Va iluminado por candelabros de guardabrisas adquiridos obra de Manuel Guzmán Bejarano.Fase de Dorado desde 2018. Faldones en damasco rojo (2010).
- Medidas parihuela: calza 40 costaleros.

- Acompañamiento musical: Agrupación Musical Lágrimas de Dolores de San Fernando (desde 2022).

#### Segundo paso (actualmente no procesiona)
Nuestra Señora de la Alegría bajo palio.
- Paso de Palio: techo de Palio (2006) de terciopelo liso azul candelaria, bambalina delantera (2007) bordada en tisú y en hilo de plata. Manto bordado en plata (2006) en terciopelo azul candelaria así como respiraderos y faldones (2006) en terciopelo liso azul candelaria diseño de D. David Calleja. La orfebrería del paso de palio consiste en los varales (2006) ejecutado en los talleres sevillanos de D. Manuel de los Ríos y los candelabros de cola adquiridos en 2009 de la hermandad del Perdón de Cádiz. La candelería como ánforas que utilizaba en sus salidas procesionales, eran cedidas por otras Hermandades a la espera de tener una de su propiedad.

- Medidas: calza 30 costaleros.

- Acompañamiento musical:

### Hábito nazareno:[4]

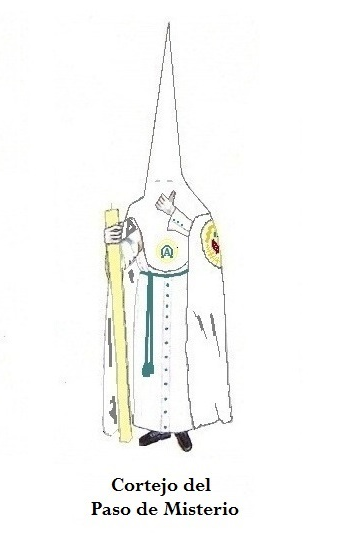
Nazareno de la Hdad. del Resucitado

Los nazarenos visten túnica, antifaz y capa en tela de sarga color blanco, botonadura y cíngulo color azul candelaria, llevan guantes blancos y zapatos de color negro en blanco. Sobre el hombro izquierdo el escudo de la Hermandad, en el velillo un escudo que representa alfa y omega.

### Lugares de interés en el recorrido
Cabe destacar el paso por el convento de las Hnas. Carmelitas y su recogida.

## Marchas dedicadas:[5]

### Banda de música
- Virgen de la Alegría (2006)
- Reina, Madre y Señora de la Alegría (2007), de D. Abraham Padilla Consuegra.